# 공행
공행(公行) 또는 공항은 청대 광둥(廣東)의 유럽 무역 독점기관이다. 유럽인은 Cohong이라 불렀다. 1685년 광둥(廣東)에 월해관 감독을 두면서 그 통제하에 대외 무역에 관계하는 상인으로 공행이 조직되었다. 1757년 유럽 무역이 광둥의 한 항구로 한정되자 1760년에는 유럽 무역을 독점하는 공행이 설립되어 그로부터 상인단(商人團) 구성에는 변동이 있었으나 난징 조약으로 독점권이 폐지되기까지 유럽 무역의 유일한 창구가 되었다.

## 같이 보기
- 한자 동맹
- 오병감
- 자티
- 시장 (장소)
- 소매 (상업)
- 노동조합